# Opomyza punctata
Opomyza punctata är en tvåvingeart som beskrevs av Alexander Henry Haliday 1833. Opomyza punctata ingår i släktet Opomyza och familjen gräsflugor. Arten är reproducerande i Sverige. Inga underarter finns listade i Catalogue of Life.